# Älgsjön (Säbrå socken, Ångermanland)
Älgsjön är en sjö i Härnösands kommun i Ångermanland och ingår i Ångermanälven-Gådeåns kustområde. Sjön har en area på 0,116 kvadratkilometer och ligger 86,2 meter över havet. Sjön avvattnas av vattendraget Furuhultsån (Seljeån).

## Delavrinningsområde
Älgsjön ingår i det delavrinningsområde (696023-160179) som SMHI kallar för Utloppet av Älgsjön. Medelhöjden är 124 meter över havet och ytan är 1 kvadratkilometer. Räknas de 21 avrinningsområdena uppströms in blir den ackumulerade arean 56,53 kvadratkilometer. Avrinningsområdets utflöde Furuhultsån (Seljeån) mynnar i havet. Avrinningsområdet består mestadels av skog (86 procent). Avrinningsområdet har 0,12 kvadratkilometer vattenytor vilket ger det en sjöprocent på 11,7 procent.